# Lista odcinków serialu Pogadanki Blunta
Poniżej znajduje się lista odcinków serialu telewizyjnego Pogadanki Blunta – emitowanego przez amerykańską stację kablową Starz od 22 sierpnia 2015 roku do 11 grudnia 2016 roku. Powstały łącznie dwie serie, które składają się z 20 odcinków. W Polsce serial był emitowany od 14 września 2015 roku do 6 stycznia 2017 roku przez HBO Polska.
| Sezon | Sezon | Odcinki | Oryginalna emisja   | Oryginalna emisja    | Oryginalna emisja | Oryginalna emisja | Oryginalna emisja |
| Sezon | Sezon | Odcinki | Premiera sezonu     | Finał sezonu         | Premiera sezonu   | Finał sezonu      |                   |
| ----- | ----- | ------- | ------------------- | -------------------- | ----------------- | ----------------- | ----------------- |
|       | 1     | 10      | 22 sierpnia 2015    | 24 października 2015 | 14 września 2015  | 16 listopada 2015 |                   |
|       | 2     | 10      | 2 października 2016 | 11 grudnia 2016      | 5 listopada 2016  | 6 stycznia 2017   |                   |

## Sezon 1 (2015)
| Nr | #  | Tytuł                                           | Reżyseria         | Scenariusz                           | Premiera (Starz)     | Premiera (HBO Polska) |
| -- | -- | ----------------------------------------------- | ----------------- | ------------------------------------ | -------------------- | --------------------- |
| 1  | 1  | I Seem to Be Running Out of Dreams for Myself   | Tristram Shapeero | Jonathan Ames                        | 22 sierpnia 2015     | 14 września 2015      |
| 2  | 2  | I Experience Shame and Anticipate Punishmen     | Tristram Shapeero | Jonathan Ames                        | 29 sierpnia 2015     | 21 września 2015      |
| 3  | 3  | All My Relationships End in Pain                | Michael Lehmann   | Jonathan Ames                        | 5 września 2015      | 28 września 2015      |
| 4  | 4  | A Beaver That's Lost Its Mind                   | Michael Lehmann   | Reed Agnew, Eli Jorne, Jonathan Ames | 12 września 2015     | 5 października 2015   |
| 4  | 5  | The Queen of Hearts                             | Bill D'Elia       | Kirsten Kearse, Jonathan Ames        | 19 września 2015     | 12 października 2015  |
| 6  | 6  | Goodnight, My Someone                           | Bill D'Elia       | Sam Sklaver, Jonathan Ames           | 26 września 2015     | 19 października 2015  |
| 7  | 7  | We've Got a Runner!                             | Tristram Shapeero | Duncan Birmingham, Jonathan Ames     | 3 października 2015  | 26 października 2015  |
| 8  | 8  | Who Kisses So Early in the Morning?             | Michael Lehmann   | Jim Margolis, Jonathan Ames          | 10 października 2015 | 2 listopada 2015      |
| 9  | 9  | I Brought a Petting Coat!                       | Tristram Shapeero | Jonathan Ames                        | 17 października 2015 | 9 listopada 2015      |
| 10 | 10 | Let's Save Central Florida! Let's Save Midtown! | Tristram Shapeero | Sam Sklaver, Jonathan Ames           | 24 października 2015 | 16 listopada 2015     |

## Sezon 2 (2016)
| Nr | #  | Tytuł                                                                          | Reżyseria         | Scenariusz                       | Premiera (Starz)     | Premiera (HBO Polska) |
| -- | -- | ------------------------------------------------------------------------------ | ----------------- | -------------------------------- | -------------------- | --------------------- |
| 11 | 1  | I Remember That Time More Like a Movie I Saw Than a Life I Lived               | Tristram Shapeero | Jonathan Ames                    | 2 października 2016  | 5 listopada 2016      |
| 12 | 2  | If It Comes in a Plastic Bag, Don't Eat It                                     | Tristram Shapeero | Sam Sklaver, Jonathan Ames       | 9 października 2016  | 12 listopada 2016     |
| 13 | 3  | Your Therapist and His P.... Are Here                                          | Leslye Headland   | Duncan Birmingham, Jonathan Ames | 16 października 2016 | 19 listopada 2016     |
| 14 | 4  | How Is It That Every Conversation We Have Comes Back to the Size of Your Penis | Leslye Headland   | Jeanne Darst, Jonathan Ames      | 23 października 2016 | 26 listopada 2016     |
| 15 | 5  | It's Been Months Since I Kidnapped You                                         | Bill D'Elia       | Kirsten Kearse, Jonathan Ames    | 30 października 2016 | 3 grudnia 2016        |
| 16 | 6  | Love Is Not Linear                                                             | Tristram Shapeero | Robbie MacDonald, Jonathan Ames  | 6 listopada 2016     | 10 grudnia 2016       |
| 17 | 7  | I Can't Believe I Made Love to a Sociopath                                     | Michael Lehmann   | Sam Sklaver, Jonathan Ames       | 13 listopada 2016    | 17 grudnia 2016       |
| 18 | 8  | A Cell Doesn't Have to Be a Closet                                             | Michael Lehmann   | Jonathan Ames, Duncan Birmingham | 20 listopada 2016    | 23 grudnia 2016       |
| 19 | 9  | Walter Has to Look After Walter                                                | Tristram Shapeero | Kirsten Kearse, Jonathan Ames    | 4 grudnia 2016       | 30 grudnia 2016       |
| 20 | 10 | Is This All Because I Didn't Call You                                          | Tristram Shapeero | Jonathan Ames                    | 11 grudnia 2016      | 6 stycznia 2017       |